# Hagenhof (Gemeinde Rappottenstein)
Hagenhof ist ein Weiler in der Marktgemeinde Rappottenstein im Bezirk Zwettl in Niederösterreich.

## Geografie
Der südöstlich von Rappottenstein gelegene Weiler befindet sich rechts über dem Katzenbach und ist nur über die Nebenstraße vom Waldbad Rappottenstein nach Wielands zu erreichen. In unmittelbarer Nähe weiter östlich lag der in den 1960er Jahren aufgegebene Schauerhof.

## Geschichte
Der Hof wird bereits 1400 schriftlich erwähnt, im Eintrag der Josephinischen Fassion aus Jahre 1786/87 bestand die Hoflage aus 1 Haus.
In Folge der Theresianischen Reformen wurde der Ort dem Kreis Ober-Manhartsberg unterstellt und im Jahr 1822 als einzelnes Haus beschrieben, das nach Rappottenstein eingepfarrt war, wohin auch die Kinder eingeschult wurden. Die Herrschaft Rappottenstein besaß die Ortsobrigkeit, übte die Landgerichtsbarkeit aus und besorgte die Konskription. Die Grundherrschaft hatte die Herrschaft Ottenschlag inne.
Nach dem Umbruch 1848 war Hagenhof bis 1867 dem Amtsbezirk Groß Gerungs zugeteilt, mit der Aufhebung der Grundherrschaften wurde der Ort 1849 ein Teil der Ortsgemeinde Pfaffendorf.
Laut Adressbuch von Österreich war im Jahr 1938 in Hagenhof ein Landwirt mit Direktvertrieb ansässig.
Im Zuge der Niederösterreichischen Kommunalstrukturverbesserung kam der Ort nach der Auflösung der Ortsgemeinde Pfaffendorf am 1. Januar 1967 zur Gemeinde Rappottenstein und wurde der Katastralgemeinde Pfaffendorf zugeordnet.